# Errol Flynn
Errol Flynn, född 20 juni 1909 i Hobart på Tasmanien, Australien, död 14 oktober 1959 i Vancouver, British Columbia, Kanada, var en australisk-amerikansk skådespelare. Han var verksam i Hollywood från 1935.
Flynn var känd för sina romantiska äventyrarroller i Hollywoodfilmer, ofta med Olivia de Havilland som motspelerska. Bland dessa äventyrsfilmer märks Kapten Blod (1935), Robin Hoods äventyr (1938), Slaghöken (1940) och Don Juans äventyr (1948). Han spelade även earlen av Essex i Elizabeth och Essex (1939), George Armstrong Custer i De dog med stövlarna på (1941) och Soames Forsyte i Förmöget folk (1949).

## Biografi

### Uppväxt
Errol Flynns far Theodore Flynn var havsforskare och zoolog; hans mor Marelle Young hade konstnärliga ambitioner. Flynn hade dåliga betyg i skolan och flyttades mellan olika skolor, oftast relegerad. Året 1926 begav han sig till Nya Guinea. Han arbetade bland annat som boxare och pärlfiskare, letade efter guld, var delägare i ett lastfartyg och arbetade på en cocaplantage.

### Filmdebut och stjärnstatus
När han 1933 var i London bestämde han sig för att bli skådespelare. Efter en kort teaterkarriär fick han en dansroll i filmen I adore you (1933). År 1935 for han över till Hollywood. Hans tredje film i USA gjorde honom till stjärna. Filmen hette Kapten Blod (1935) och inledde Flynns storhetstid som varade fram till 1942. Under den perioden spelade han huvudrollen i ett antal klassiker och filmer som Robin Hoods äventyr (1938) och Slaghöken (1940) gjorde honom under några år till Hollywoods manliga stjärna nummer ett.

### Senare år
Flynns privatliv var kantat av skandaler och perioder av missbruk. År 1952 blev han allvarligt sjuk med hepatit och leversvikt. Åren 1953–1959 spelade Flynn i ett dussintal filmer utan större kommersiell framgång. I slutet av sin karriär gjorde han come-back i tre filmer: Och solen har sin gång (1957), Spel i blindo (1958), och Himlens rötter (1958). Flynn avled 1959 i Vancouver efter en hjärtattack.

## I populärkulturen
- Karaktären Alan Swann, spelad av Peter O'Toole i filmen Berusad av framgång från 1982, är baserad på Flynn.
- Duncan Regehr porträtterade Flynn i den amerikanska TV-filmen My Wicked, Wicked Ways från 1985, vilken är löst baserad på Flynns memoarer med samma namn.
- Karaktären Neville Sinclaire (spelad av Timothy Dalton) i filmen Rocketeer från 1991 är baserad på Flynn.
- Guy Pearce spelade Errol Flynn i den australiensiska filmen Errol Flynn - de mörka åren från 1993, som fokuserar på Flynns ungdomsår.
- Flynn porträtterades av Jude Law i Martin Scorseses film The Aviator från 2004.
- Kevin Kline spelade Flynn i en film om hans sista tid, The Last of Robin Hood, 2013.

## Filmografi i urval
- 1933 – In the Wake of the Bounty
- 1934 – Murder at Monte Carlo
- 1935 – The Case of the Curious Bride
- 1935 – Don't Bet on Blondes
- 1935 – Kapten Blod
- 1936 – De tappra 600
- 1937 – En läkares ansvar
- 1937 – Prinsen och tiggaren (alternativtitel: Blixtrande klingor)
- 1938 – Robin Hoods äventyr
- 1938 – En fästmö för mycket
- 1939 – Elizabeth och Essex
- 1939 – Landet bortom lagen
- 1940 – Vägen till Santa Fé
- 1940 – Slaghöken
- 1941 – De dog med stövlarna på
- 1941 – Vingar ovan molnen
- 1942 – Gentleman Jim
- 1944 – Han föll med ära
- 1946 – Säj aldrig adjö
- 1948 – Don Juans äventyr
- 1949 – Förmöget folk
- 1950 – Kim
- 1952 – Örnen från Madagaskar
- 1954 – Äventyrens konung
- 1955 – Blixtrande kär
- 1957 – Och solen har sin gång
- 1958 – Spel i blindo
- 1958 – Himlens rötter